# Geweihfarne
Platycerium ist eine Gattung von Farnen aus der Familie der Polypodiaceae. Die etwa 18 Arten dieser Gattung werden aufgrund der fiederteiligen oder einfach gefiederten Form ihrer fertilen Wedel als Geweihfarne bezeichnet. Geweihfarne-Arten wachsen epiphytisch und sind in den tropischen Gebieten Südamerikas, Afrikas, Südostasiens, Australiens und Neuguineas beheimatet. Geweihfarne zeichnen sich durch eine auffällige Heterophyllie aus.

## Beschreibung

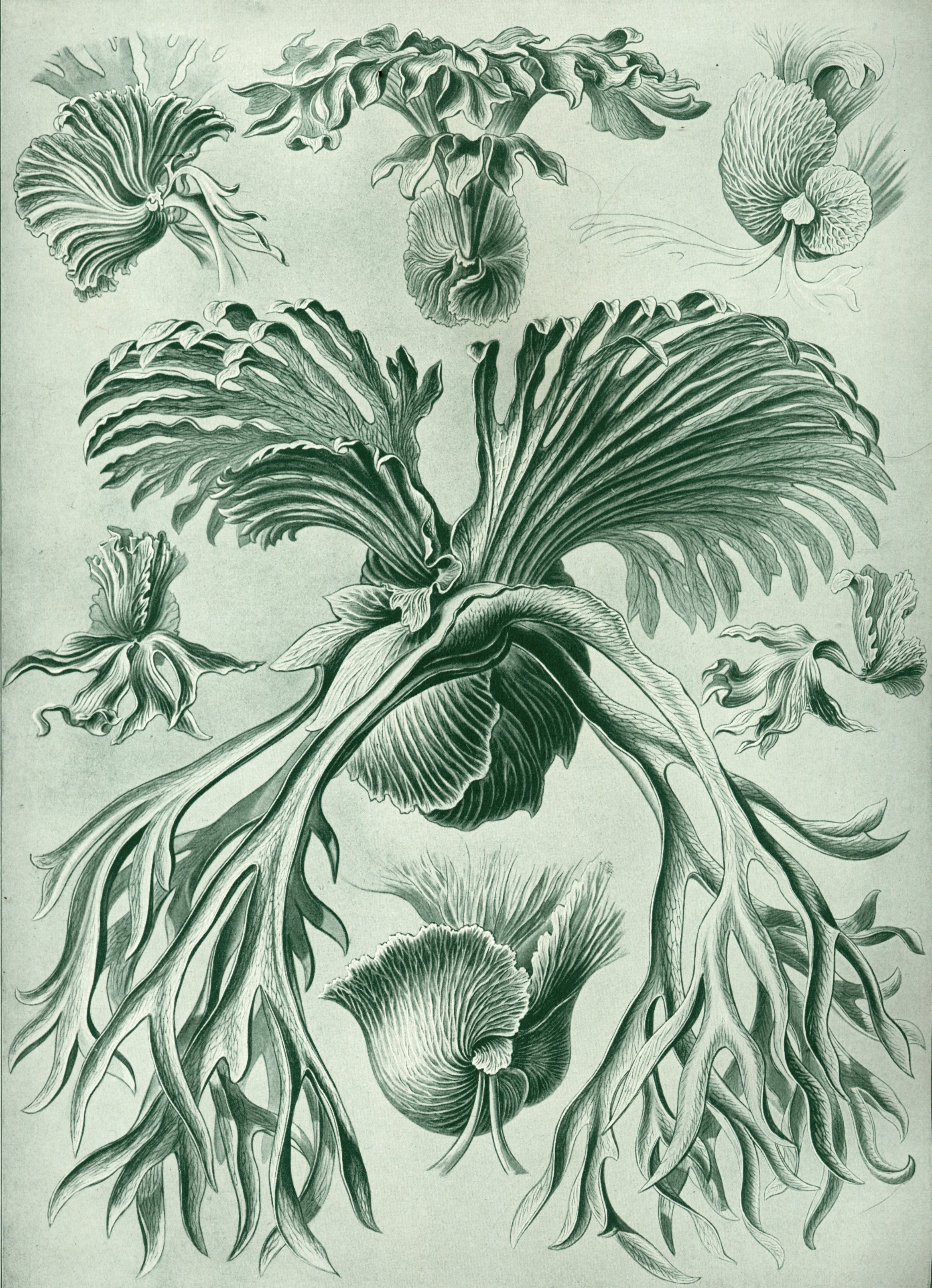
Illustration einiger Platycerium-Arten

Bei den Sporophyten (ausgewachsenen Pflanzen) wachsen Wedel und Wurzeln aus einem kurzen Rhizom. Es gibt zwei unterschiedliche Wedeltypen: Die schild- oder nierenförmigen Mantel- oder Nischenblätter sind steril; sie schmiegen sich an das Substrat an und schützen Wurzeln und Rhizom vor Beschädigung und Austrocknung. In regelmäßigen zeitlichen Abständen werden neue Nischenblätter gebildet; bereits vorhandene, abgestorbene Nischenwedel verbleiben am Rhizom und werden durch die nachwachsenden überdeckt. Bei manchen Arten bildet sich so eine offene Krone, in der sich Wasser und Humus ansammeln können. Ein voll ausgebildeter Geweihfarn kann eine Größe von mehr als einem Meter erreichen. Manche Geweihfarne wachsen solitär mit nur einem Rhizom. Andere Arten bilden Kolonien, entweder durch Verzweigung des Rhizoms oder durch Neubildung von Rhizomen aus Wurzelspitzen. Unter passenden Bedingungen können Sporen auf umstehenden Bäumen auskeimen.
Die sporentragenden Wedel dagegen heben sich vom Untergrund ab oder wachsen vom Rhizom herabhängend aus der Pflanze heraus; sie sind langgestreckt und an der Spitze geteilt, was ihnen ihre geweihartige Anmutung verleiht. Die Sporen werden in den Sporangien gebildet, die meist in großen Sori auf der ganzen Blattunterseite oder parallel zum von den Wedelspitzen gebildeten Bogen angeordnet sind.
Die Gametophyten der Geweihfarne bilden kleine, herzförmige Thalli.

## Standort
Einige Arten sind gut an trockene Umgebungen angepasst, Platycerium veitchii ist eine CAM-Pflanze; der bei diesen Pflanzen ausgebildete Crassulaceen-Säurestoffwechsel erhöht deren Resistenz gegenüber Trockenheit.

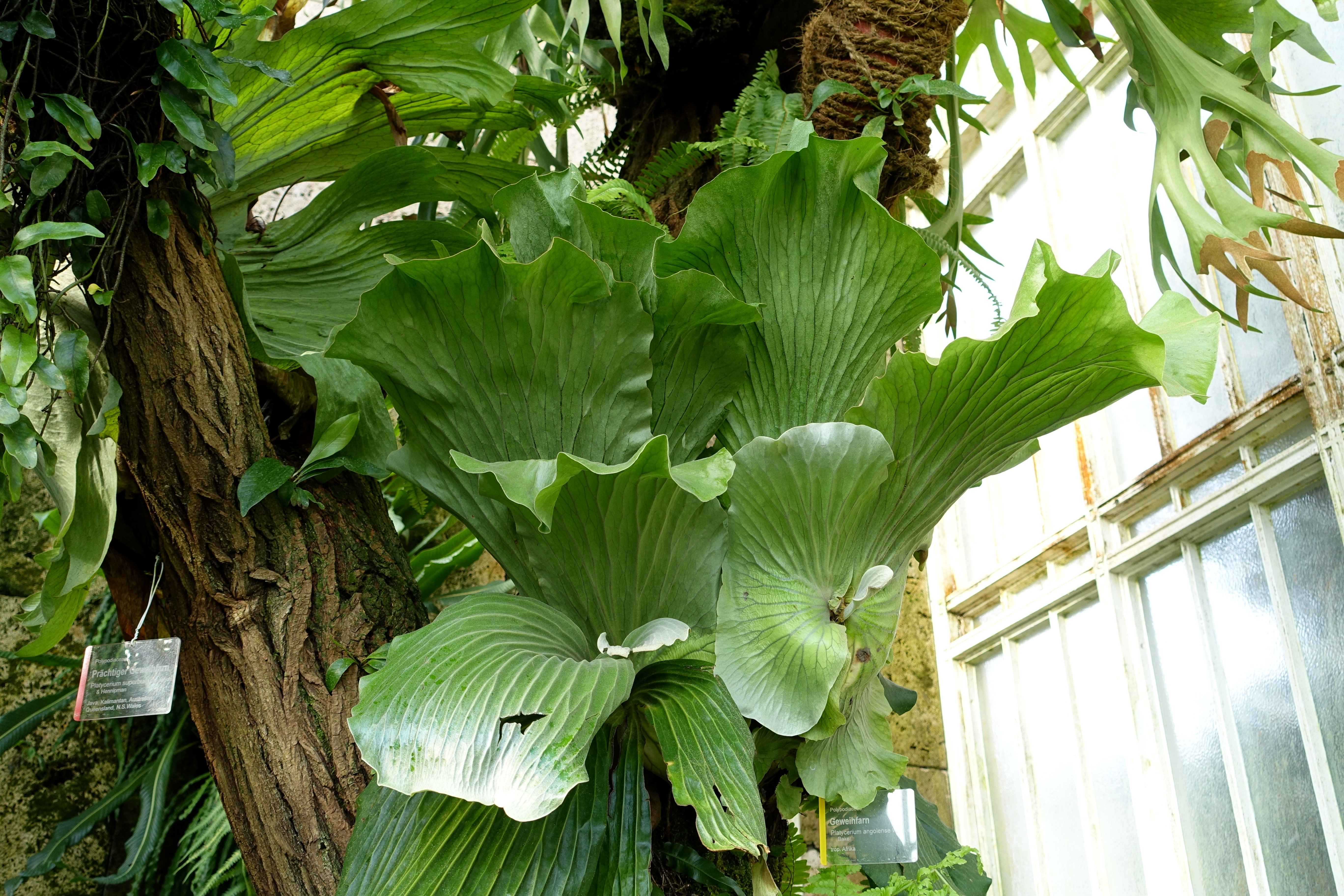
Platycerium angolense

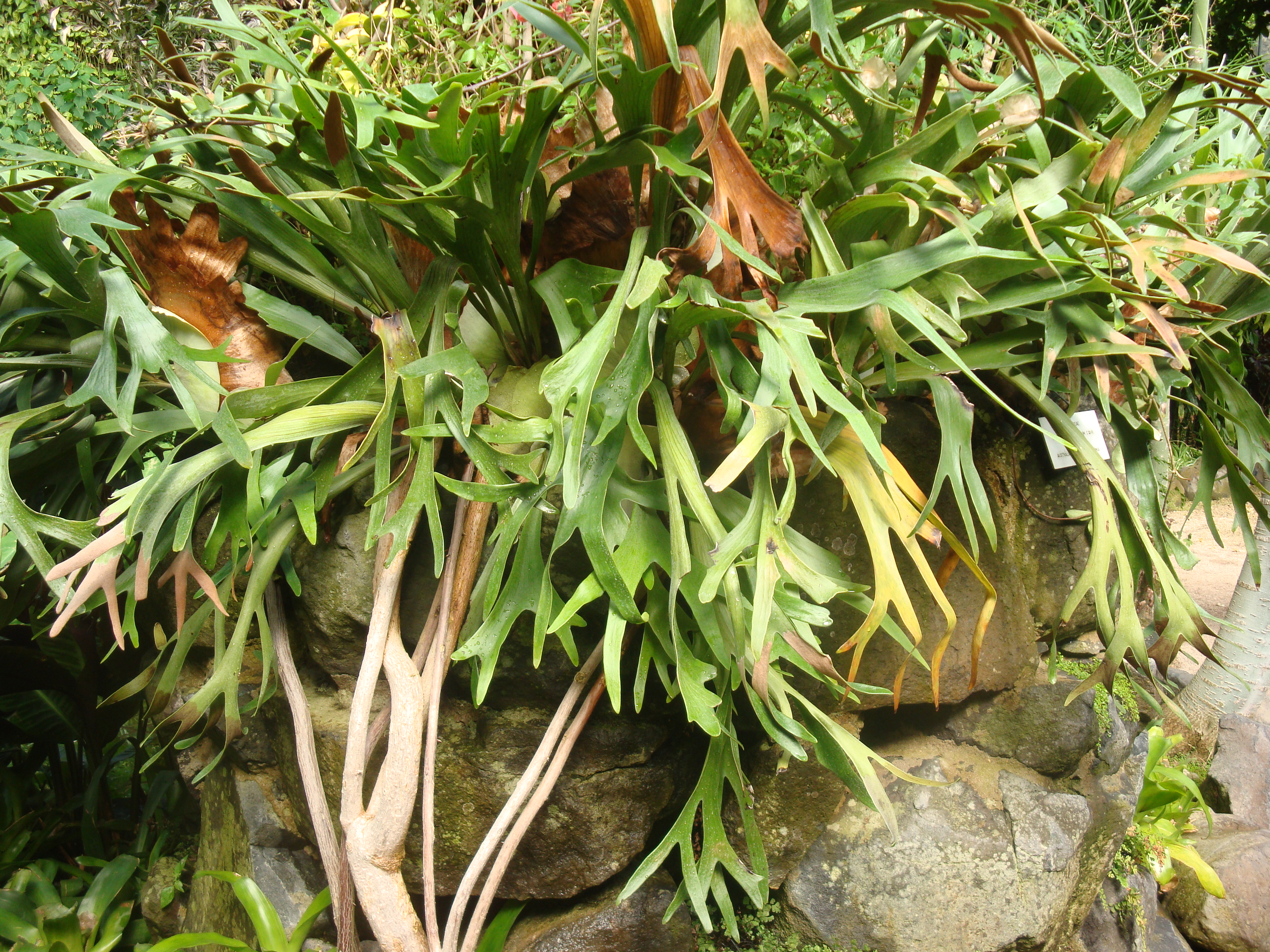
Platycerium bifurcatum

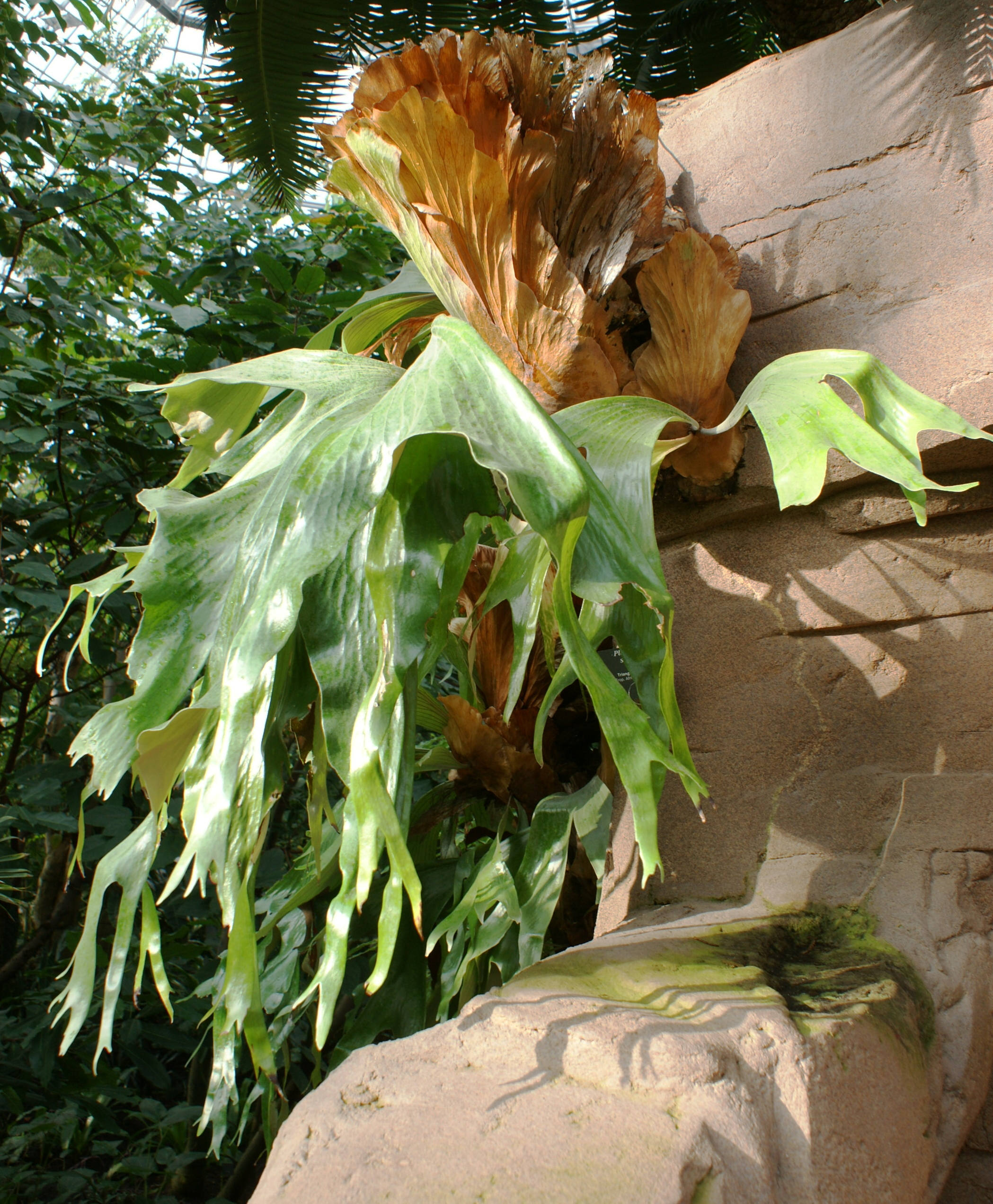
Triangel-Geweihfarn (Platycerium stemaria)

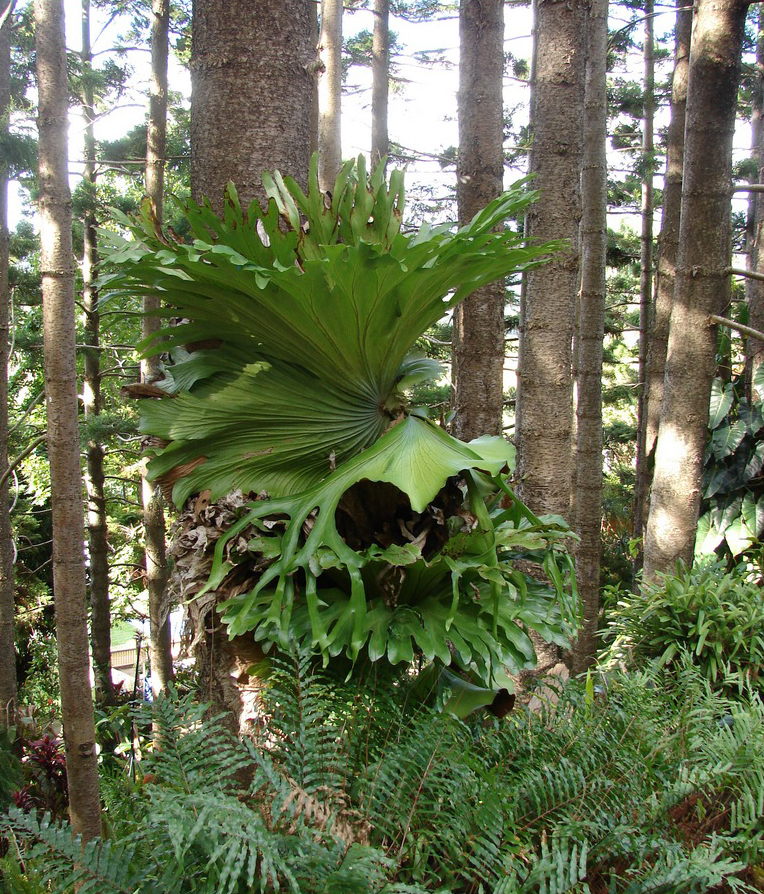
Prächtiger Geweihfarn (Platycerium superbum)

## Systematik
Die Gattung Platycerium wurde 1827 durch Nicaise Auguste Desvaux in Mémoires de la Société Linnéenne de Paris, Band 6, S. 213 aufgestellt. Als Lectotypusart wurde 1873 Platycerium alcicorne Desv. durch Pfeiffer in Nom. 2, S. 746 festgelegt.
Die Gattung Platycerium umfasst vier natürliche Gruppen.
- Platycerium alcicorne Desv.: Sie kommt in Mosambik und Madagaskar vor.[5][6]
- Platycerium andinum Baker: Sie kommt in Bolivien und in Peru vor.[5]
- Platycerium angolense Welw. ex Baker (Syn.: Platycerium elephantotis Schweinf.): Sie kommt im tropischen Afrika vor.[7]
- Platycerium bifurcatum (Cav.) C. Chr.: Sie kommt in den australischen Bundesstaaten New South Wales und Queensland vor.[5]
- Platycerium coronarium (J. Koenig ex O. F. Müll.) Desv.: Sie kommt in Indonesien, Malaysia, Singapur, auf den Philippinen, in Thailand, Myanmar und Vietnam vor.[5]
- Platycerium ellisii Baker: Dieser Endemit kommt auf Madagaskar nur in den Provinzen Antsiranana und Toamasina vor.[6]
- Großer Geweihfarn (Platycerium grande (Fée) Kunze): Er kommt auf den Philippinen vor.[5]
- Platycerium hillii T. Moore (Wird auch als Varietät var. hillii (T. Moore) Domin zu Platycerium bifurcatum gestellt).[5] Sie kommt in Queensland und in Neuguinea vor.[5]
- Platycerium holttumii de Jonch. & Hennipman: Sie wurde von Thailand und Indochina erstbeschrieben.
- Platycerium madagascariense Baker: Sie kommt auf Madagaskar in den Provinzen Antsiranana, Fianarantsoa und Toamasina vor.[6]
- Platycerium quadridichotomum (Bonap.) Tardieu: Dieser Endemit kommt auf Madagaskar nur in Ankarana, Bemaraha, Bemarivo, Montagne d’Ambre einschließlich Fôret d’Ambre vor.[6]
- Platycerium ridleyi Christ: Sie kommt in Malaysia, Sumatra und Kalimantan vor.[5]
- Triangel-Geweihfarn (Platycerium stemaria (P. Beauv.) Desv.): Er kommt im tropischen Afrika vor.[5]
- Prächtiger Geweihfarn (Platycerium superbum de Jonch. & Hennipman): Er kommt in Queensland vor.[5]
- Platycerium veitchii (Underw.) C. Chr. (Syn.: Platycerium bifurcatum subsp. veitchii (Underw.) Hennipman & M. C. Roos): Sie kommt in Queensland vor.[5]
- Platycerium wallichii Hook.: Sie kommt im östlichen Indien, in Thailand, Malaysia, Myanmar und im westlichen Yunnan vor.[8]
- Platycerium wandae Racib.: Sie kommt in Papua-Neuguinea vor.[5]
- Platycerium willinckii T. Moore (Wird auch als Unterart subsp. willinckii (T. Moore) Hennipman & M. C. Roos zu Platycerium bifurcatum gestellt).[5] Sie kommt auf Sulawesi und Java vor.[5]